# Pansera
Pansera (nep. पनसेरा) – gaun wikas samiti we wschodniej części Nepalu w strefie Sagarmatha w dystrykcie Saptari. Według nepalskiego spisu powszechnego z 2001 roku liczył on 805 gospodarstw domowych i 4433 mieszkańców (2323 kobiet i 2110 mężczyzn).